# Michael Morton (commediografo)
Michael Morton (Londra, 1864 – Londra, 11 gennaio 1931) è stato un commediografo inglese.

## Spettacoli teatrali
- Miss Francis of Yale
- A Rich Man's Son
- Caleb West
- Resurrection
- The Little Stranger
- My Wife (Broadway, 31 agosto 1907)
- The Richest Girl
- Detective Sparks
- The Imposter
- The Runaway
- Tantalizing Tommy
- The Yellow Ticket
- The Prodigal Husband
- The Shadow
- Colonel Newcome
- On With the Dance
- Remnant
- In the Night Watch
- The Guilty One
- The Fatal Alibi

## Filmografia
- The Yellow Ticket, regia di  William Parke (1918)
- The Runaway, regia di Dell Henderson (1917)
- The Impostor, regia di George Abbott e Dell Henderson (1918)
- My Wife, regia di Dell Henderson (1918)
- The Richest Girl, regia di Albert Capellani (1918)
- The Yellow Ticket, regia di William Parke (1918)
- La figlia del vento (On with the Dance), regia di George Fitzmaurice (1920)
- Deep Waters, regia di Maurice Tourneur - lavoro teatrale Caleb West (1920)
- A Daughter of Luxury, regia di Paul Powell - lavoro teatrale (1922)
- The Darling of the Rich, regia di John G. Adolfi (1922)
- L'ultima danza (Woman to Woman), regia di Graham Cutts (1923)
- L'ombra bianca (The White Shadow), regia di Graham Cutts (1924)
- L'avventura appassionata (The Passionate Adventure), regia di Graham Cutts (1924)
- L'incrociatore Lafayette (Night Watch), regia di Alexander Korda (1928)
- L'ombra bianca (The White Shadow), regia di Graham Cutts (1924)
- Woman to Woman, regia di Victor Saville (1929)
- Alibi, regia di Leslie S. Hiscott (1931)
- Il passaporto giallo (The Yellow Ticket), regia di Raoul Walsh (1931)
- L'amore che ti ho dato (Woman to Woman), regia di Maclean Rogers (1946)